# Trichromadora ariminiensis
Trichromadora ariminiensis is een rondwormensoort uit de familie van de Chromadoridae. De wetenschappelijke naam van de soort is voor het eerst geldig gepubliceerd in 1953 door Gerlach.